# Ezekiels Bog
Ezekiels Bog er et skrift i Det Gamle Testamente, som handler om profeten Ezekiels profetier og syner.
Ezekiel boede i landflygtighed i Tel-Abib ved Nippur og Kebar-floden i Mesopotamien, hvor han modtog Guds budskab til jøderne i babylonisk fangenskab. Ezekiel profeterede i 22 år. Først forkyndte han dom over Israel og jøderne pga. afgudsdyrkelse og falske profeter, men efter Jerusalems fald er tonen mere trøstende. Bogen slutter med eskatologiske syn og profetier, herunder en detaljeret profeti af en ny tempelhelligdom, som i Det Nye Testamente bliver tolket som Jesu legeme. Gud tiltaler Ezekiel som "menneske" i stedet for at bruge hans navn.